# Bambusa pachinensis
Bambusa pachinensis là một loài thực vật có hoa trong họ Hòa thảo. Loài này được Hayata mô tả khoa học đầu tiên năm 1916.